# Albrecht van Brandenburg (bisschop)

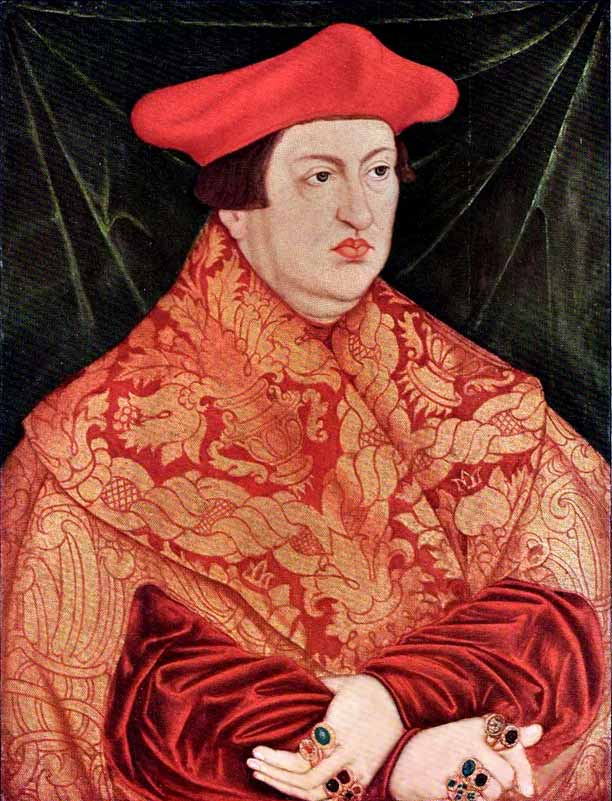
Albrecht van Brandenburg, geschilderd door Lucas Cranach de Oude

Kardinaal Albrecht von Brandenburg (Cölln, 28 juni 1490 - Martinsburg bij Mainz, 24 september 1545), uit het huis van Hohenzollern, was aartsbisschop van Mainz, keurvorst en aartskanselier van het Heilige Roomse Rijk en kardinaal van de Roomse Kerk.
Door zijn rol in de handel in aflaten en als hoogste functionaris van het Rooms-Duitse Rijk, was hij een van de belangrijkste tegenspelers van Maarten Luther.

## Levensloop
Albrecht was de tweede zoon, en het zevende en jongste kind van de keurvorst Johann Cicero van Brandenburg. Samen met zijn broer Joachim I Nestor van Brandenburg richtte hij in 1506 de Universiteit in Frankfurt-am-Oder op, waar hij ook studeerde. In hetzelfde jaar trad hij toe tot de geestelijkheid en werd in 1513, als 23-jarige, aartsbisschop van Maagdenburg en administrateur van het bisdom Halberstadt en in 1514 aartsbisschop en keurvorst van Mainz en in 1518 kardinaal.
Albrecht van Brandenburg voldeed niet aan de voorwaarden voor de verkrijging van de bisschopszetel in Mainz: hij had de vereiste leeftijd nog niet bereikt, hij had geen academische graad en hij bezette al twee andere bisdommen. Om toch benoemd te kunnen worden, moest hij een aanzienlijke som betalen aan de Curie. (Zie over deze praktijken het artikel over simonie.) Hij leende het geld van Jakob Fugger de Rijke. Over de hoogte van de som verschillen de bronnen: 20.000, 21.000 of 48.000 gulden. Om de lening terug te betalen, kreeg hij toestemming van Paus Leo X om in zijn diocees aflaten te verkopen, maar de helft van de opbrengst moest naar de Heilige Stoel.
Met name de praktijk van aflaten in de bisdommen van Halberstadt en Maagdenburg, in het bijzonder door de in aflatenhandel gespecialiseerde priester Johann Tetzel, waren voor Maarten Luther aanleiding tot het schrijven van zijn 95 stellingen. Luther stuurde op 31 oktober 1517 zijn stellingen aan Albrecht. Albrecht stuurde in december 1517 de stellingen door naar Rome. Leo X reageerde traag, "met de vereiste grote zorgvuldigheid". Gedurende drie jaar stuurde hij een reeks pauselijke theologen en afgevaardigden naar Luther. Het zou de standpunten van Luther alleen maar verharden. Albrecht stond niet afwijzend tegenover het humanisme en had al in 1515 de kritische humanist Ulrich von Hutten aangesteld in zijn hofhouding. In eerste instantie probeerde hij een bemiddelende rol te spelen in het conflict met Luther. Hij bepleitte een Concilie gericht op kerkhervorming. De Lutheranen hoopten zelfs nog even dat zij Albrecht konden meekrijgen in de reformatiebeweging. Maar na de Duitse Boerenoorlog was die hoop verkeken. In juli 1525 was Albrecht mede-oprichter van de anti-Lutherse Dessauer Bond.
Toen in 1519 een nieuwe Duitse keizer moest worden benoemd, als opvolger van Maximiliaan I, speelde Albrecht als keurvorst een sleutelrol. Er waren twee kandidaten: Karel I van Spanje en Frans I van Frankrijk. Voor zijn stem heeft Albrecht een enorme som geld bedongen. Uiteindelijk werd het Karel van Spanje, die de troon besteeg als Keizer Karel V.
In 1539 verplaatste Albrecht vanwege de Reformatie zijn residentie van Halle naar Slot Johannisburg in Aschaffenburg.